# تیکمه‌تپه
تیکمه‌تپه یکی از روستاهای استان آذربایجان شرقی است که در دهستان چاراویماق مرکزی بخش مرکزی شهرستان چاراویماق واقع شده‌است.این روستا ۸۳ نفر جمعیت دارد.